# All-Star Superman
All-Star Superman es una historieta aparecida en una serie limitada de doce números protagonizada por Superman y publicada por DC Comics entre noviembre de 2005 y octubre de 2008. La historia fue escrita por Grant Morrison, dibujada por Frank Quitely y entintada digitalmente por Jamie Grant. En DC Comics afirmaron que esta serie mostraría "a un Hombre de Acero en sus elementos esenciales y atemporales".
La serie fue la segunda en ser lanzada en 2005 bajo el sello All-Star luego de All Star Batman and Robin the Boy Wonder. Estas series fueron intentos de parte de DC para permitir a grandes creadores contar historias mostrando a personajes sin sentirse restringidos por la continuidad del Universo DC. Las críticas recibidas fueron muy positivas, y es considerada ampliamente como una de las mejores historias de Superman de todos los tiempos.

## Historia de la publicación
La idea de Morrison fue escribir una historia cuya lectura fuera lo más universal posible, y no estaba interesado en "volver a hacer historias de orígenes o desempolvar clásicos", y en su lugar quería hacer una "una actualización total". Más que solo crear una actualización "fresca y relevante" para nuevos lectores, quería escribir una "colección de historias atemporales para Superman" Los orígenes de esto se remontan a una modernización de Superman, Superman Now. La idea comenzó cuando Morrison y el editor Dan Raspler discutían ideas para una nueva etapa del personaje en una Convención Internacional de Cómics de San Diego. Cuenta que allí tuvieron un "encuentro chamástico" al ver un hombre disfrazado como Superman que le ayudó a iniciar el proceso creativo e inspiró la tapa del primer número. Morrison dijo en una entrevista:

"Él estaba sentado con una rodilla erguida, con la barbilla apoyada en sus brazos. Parecía totalmente relajado... y de repente me di cuenta de que así era como Superman se debía sentar. No hincharía el pecho o tendría una postura heroica, sino que estaría totalmente calmado. Si nada puede hacerte daño, puede darse el lujo de estar tranquilo. Un hombre como Superman nunca tendría que estar tenso ante el frío; nunca se estremecería frente a un golpe. Estaría totalmente relajado. Con esta imagen de Superman en mi cabeza, relajado en una nube y mirandonos, corrí a mi habitación y llené docenas de páginas en mi cuaderno de notas y dibujos."
Grant Morrison

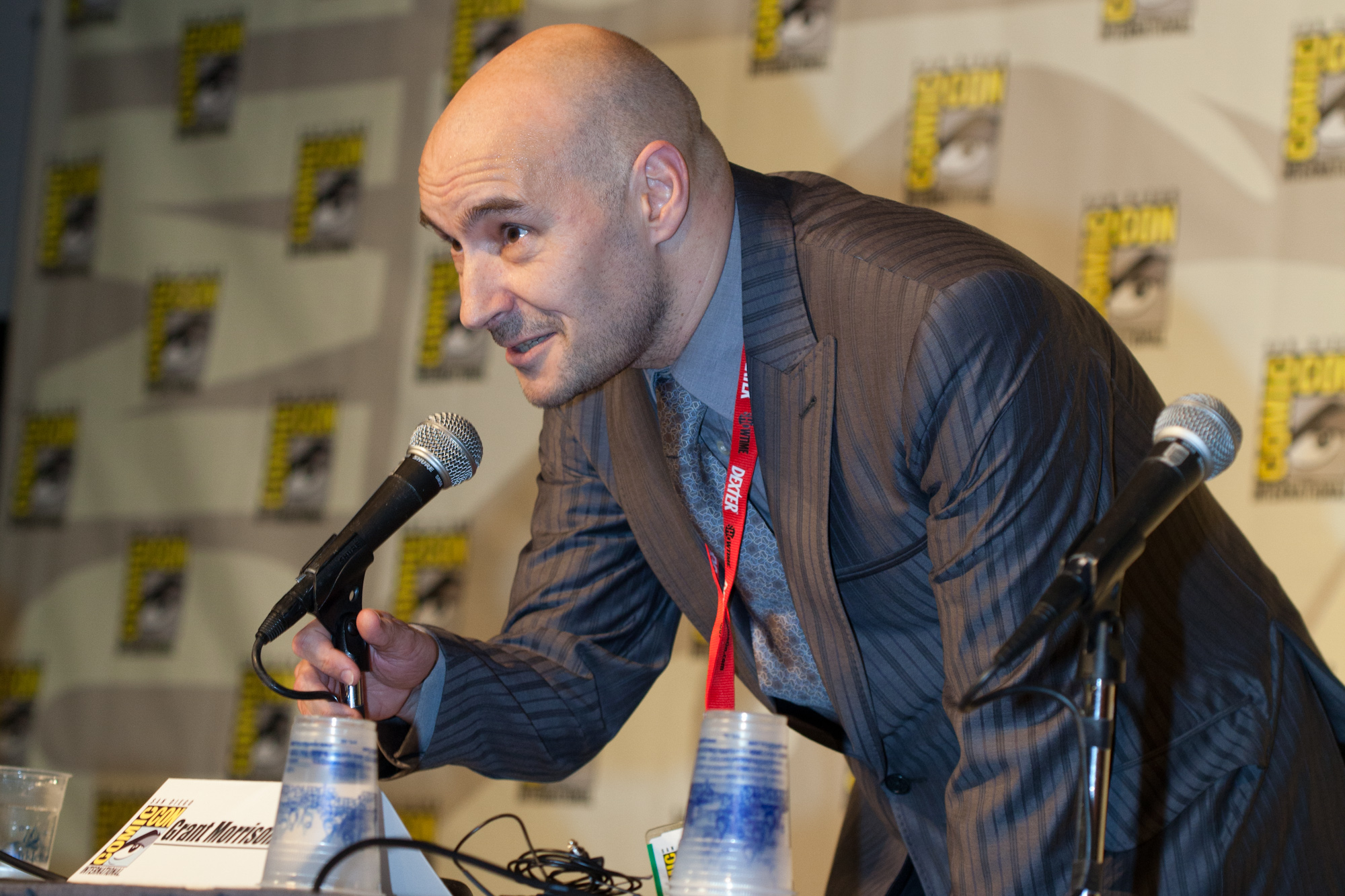
Grant Morrison en la Convención Internacional de Cómics de San Diego 2010.

Las ideas generadas en ese encuentro fueron refinadas y Morrison, Mark Millar, Mark Waid y Tom Peyer las presentaron a DC en 1998. Tomaron en cuenta el ciclo de quince años que pasaba ante cada reinicio del personaje, siendo el anterior The Man of Steel de John Byrne y sugirieron un nuevo enfoque:

"El relanzamiento de Superman que proponíamos se oponía a la idea de desechar el trabajo realizado por los que venían escribiendo antes que nosotros. A diferencia de las modernizaciones mediante "ajustes cósmicos" tan normales en las historietas actuales, nuestro enfoque para un nuevo Superman era un intento honesto de sintetizar lo mejor de las etapas anteriores. La idea era honrar a cada una de las interpretaciones de Superman y usar la lógica interna de la historia como nuestra plataforma de lanzamiento para re-imaginar al Hombre de Acero para el siglo 21. La noción de "reinicio cósmico" fue suplantada por una política de "incluir y trascender" respetando la continuidad pasada. Queríamos restaurar a Superman a su lugar prominente como el más grande de los super-héroes.
Grant Morrison

A pesar de que en principio tuvieron visto bueno, finalmente la idea fue rechazada y Morrison dijo: "No esperaba hacer ningún trabajo en el futuro con Superman", pero la oportunidad llegó cuando terminó su etapa en New X-Men. En una entrevista con Matt Brady en Newsarama, Grant Morrison dijo que fue contactado por el vicepresidente de DC Dan DiDio y este le preguntó si quería volver a trabajar en DC en un proyecto sobre Superman con el artista de fuera de su elección elección. Morrisón incluso tenía planeado regresar a DC para hacer el proyecto de los Seven Soldiers e historias para la línea Vertigo. Luego confirmó que usaría algunas de las ideas para Superman Now en All-Star Superman, así como elementos que se incluyeron en la historia DC One Million.
Morrison identificó diferentes aspectos de la personalidad de Superman, y declaró: "'Superman' es una actuación. 'Clark Kent' en Metropolis es también una actuación. En verdad hay al menos dos Kent: uno es un disfraz, una torpe y pesada máscara para Superman. La otra es el Clark confidente, fuerte y de buen corazón, el que fue criado por Ma y Pa Kent en Kanzas y sabe como manejar un tractor. Creo que ese es el más real de todos."
A medida que la serie llegaba a un cierre, Grant Morrison concibió una serie de especiales con historias dentro de la continuidad que presentarían tributo al Superman de la Edad Dorada, al equipo de Super-Hijos que aparecieron en World's Finest Comics, al Escuadrón Superman, al Superman del siglo 853 y a la Dinastía Superman. Tiempo después el editor Dan DiDio dijo que no había planes para dichos especiales. Luego Morrison se involucró como escritor en el relanzamiento de Action Comics donde terminaría usando sus ideas del Superman de la Edad Dorada.

## Trama
El Dr. Leo Quintum y su equipo de P.R.O.J.E.C.T. están explorando el Sol cuando son saboteados por un clon creado por Lex Luthor. Superman los salva, y en el proceso adquiere la habilidad de proyectar su aura bio-eléctrica. Esto había sido orquestado por Luthor para sobrecargar las células de Superman con cantidades masivas de radiación solar. Quintum determina que el nuevo poder de Superman además lo está matándo y que le queda un año de vida. Lex Luthor es arrestado gracias a un artículo de Clark Kent en el Daily Planet. Superman decide mantener su inminente muerte en secreto.
Pese a esto, Superman revela su identidad secreta de Clark a Lois Lane ya que quiere pasar lo que le queda de vida junto a ella. Lois rechaza creer que Clark y Superman son la misma persona, por lo que para su cumpleaños la lleva a la Fortaleza de la Soledad, donde cenan en un camarote del RMS Titanic. Durante su visita invita a Lois a que exploré toda la Fortaleza excepto por una sala que está constantemente vigilada. El comportamiento de Superman levanta sospechas en Lois y ella comienza a volverse paranoica, a tal punto que ataca a Superman con un láser de kriptonita, pero sus poderes mejorados lo han hecho inmune a esta.
Superman logra calmarla y le revela que en verdad en esa sala estaba preparando su regalo de cumpleaños: un traje y un líquido preparado a partir de su ADN que la dotará de sus mismos poderes por 24 horas. Usando el nombre "Superwoman", junto a Superman detienen el ataque de un monstruo en Metropolis, involucrándose también Samson, Atlas y una Ultra-Esfinge. Superman los derrota y juntos viajan a la Luna y se besan antes que los poderes de Lois desaparecan. Lois se duerme y la lleva de nuevo a su hogar.
Luthor es condenado a muerte por crímenes contra la humanidad. Clark lo visita para hacerle una entrevista en la cárcel. Luthor le muestra respeto a Clark por su labor como periodista, y le declara que no tiene deseos de escapar hasta que derrote a Superman al provocarle la muerte, revelando que Superman está muriendo para que lo haga público en el Daily Planet.
Al acercarse a la muerte, Superman cumple una variedad de tareas, algunas de las cuales ayudan de manera significativa tanto a humanos como kryptonianos, y termina su testamento.
Mientras tanto, luego de tomar un compuesto similar al que Superman preparó para darle poderes a Lois, Luthor sobrevive a su ejecución y escapa. Superman se entera quién es el aliado de Luthor: Solaris, quien fue el que manipuló al sol. Superman se ocupa de Solaris hasta que un devorador de soles, que Superman había estando cuidando en la Fortaleza, se sacrifica y logra debilitar a Solaris. Dado que Superman se había enterado por el Escuadrón Superman que el en futuro Solaris sería un aliado, lo trae a La Tierra. Al regresar a Metropolis, Clark publica el artículo sobre la muerte de Superman, pero inmediatamente cae muerto. Mientras sus compañeros del periódico intentan salvarlo, llega Luthor y ataca Metropolis.
Creyendo estar en Krypton, Superman se une a su padre kryptoniano Jor-El, quien le revela que su cuerpo se está convirtiendo en una consciencia solar. Le ofrece elegir: permanecer allí o regresar a la vida. Clark vuelve en si y le dispara a Luthor con un arma gravitatoria. Esta deforma el tiempo para Luthor, quemando rápidamente sus poderes, y a medida que estos se desvanecen, brevemente ve el mundo de la forma en que lo ve Superman, y llora antes de que Superman lo desmaye de un golpe. Superman y Lois se abrazan y él le declara su amor, partiendo luego hacia el sol para repararlo, salvando al mundo por última vez.
Un año después, Lois aún cree que Superman regresará algún día. Este, ahora convertido en un ser solar, se encuentra dentro del sol haciéndolo funcionar. La historia concluye con Quintum revelando que si algo pasa, ellos estarán listos, mientras está parado a una puerta con el escudo característico de Superman, pero en lugar de la típica "S" hay un número "2".

## Recepción
El primer número fue puesto a la venta en noviembre de 2005 y fue suceso de preventa, quedando segundo entre las primeros 300 revistas de historietas de ese mes, detrás de Infinite Crisis 2. El segundo número también quedó segundo entre los 300 primeros en enero de 2006, con una cantidad de 124.328 copias en la preventa. La serie se completó con la publicación de su último número en octubre de 2008.
Jeremy Estes, una crítico de la revista en línea PopMatters, hizo notar en su nota sobre el primer número la dificultad de renovar al personaje Superman. Sin embargo, la continuidad de All-Star le permitía a Grant Morrison, mucha más libertad. Frank Quitely fue alabado como "fresco y moderno", mientras que aún "evocaba el héroe clásico conocido por todo el mundo".

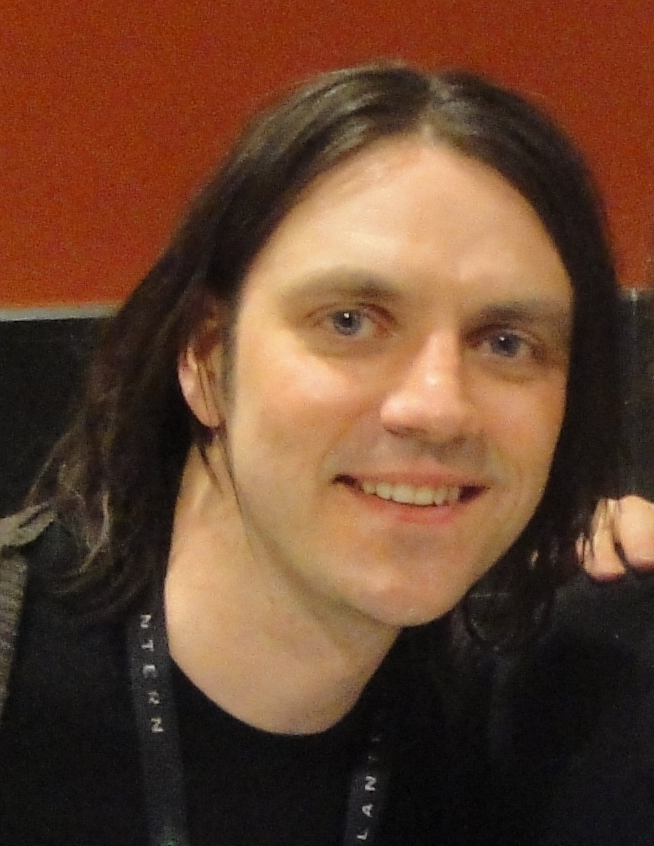
Frank Quitely, en Boston Comic-Con 2011.

Nicholas Labarre, escribiendo para, argumentó que All-Star Superman "explota la omnipotencia acerca del personaje principal", en contraste con otras historias de Superman. Comparó la serie favorablemente junto a otros trabajos de Morrison.
Lev Grossman de la revista Time puso a la novela gráfica tercera entre las 10 primeras de 2007. Elogió la historia y señaló que, debido a la fuerza y la moral del personaje, es un personaje difícil de escribir.
Ed Mathews, de PopImage, evaluó el primero tomo recopilatorio, que recopilaba los primeros seis números, y elogió al equipo creativo, comentando que el arte es "el trabajo más elegante de Frank Quitely que he visto a la fecha". Mathews también señaló, sobre el trabajo de Grant Morrison, que la serie suma al mito de Superman "al ajustar lo suficiente pequeñas piezas de la rica historia del personaje para refrescar viejos conceptos".
Otra evaluación del primer tomo lo dio Danny Graydon de The First Post, quien opinó que el guion de Grant Morrison es "lo vigorosamente más entretenido sobre el 'Hombre de Acero' en décadas" y que el "el arte debe ser saboreado".
La lista de IGN.com de las primeras 25 mejores historias de Superman pone a All-Star Superman en el primer puesto, describiéndola como "...una cariñosa y afectiva celebración de todo lo que es sinónimo Superman".
La comentarista de cultura popular Comic Book Girl 19 elogió la serie, sugiriendo que Grant Morrison retrató un Superman "emocionalmente inteligente... reflexivo" y "compasivo".

## Premios

### Eisner Awards
| Año  | Categoría              | Nominados         | Resultado |
| ---- | ---------------------- | ----------------- | --------- |
| 2006 | Best New Series        | All-Star Superman | Ganador   |
| 2007 | Best Continuing Series | All-Star Superman | Ganador   |
| 2009 | Best Continuing Series | All-Star Superman | Ganador   |

### Harvey Awards
| Año  | Categoría                         | Nominados                                    | Resultado |
| ---- | --------------------------------- | -------------------------------------------- | --------- |
| 2007 | Best Artist                       | Frank Quitely All-Star Superman DC Comics    | Ganador   |
| 2008 | Best Writer                       | Grant Morrison, All Star Superman, DC Comics | Nominado  |
| 2008 | Best Single Issue or Story        | All Star Superman # 8, DC Comics             | Ganador   |
| 2008 | Best Colorist                     | Jamie Grant, All Star Superman, DC Comics    | Nominado  |
| 2008 | Best Continuing or Limited Series | All Star Superman, DC Comics                 | Ganador   |

### Eagle Awards
| Año  | Categoría                             | Nominados                                             | Resultado |
| ---- | ------------------------------------- | ----------------------------------------------------- | --------- |
| 2006 | Favourite New Comic book              | All Star Superman {DC} (Grant Morrison/Frank Quitely) | Ganador   |
| 2006 | Favourite Comics Cover                | All Star Superman #1 {Frank Quitely}                  | Ganador   |
| 2007 | Favourite Colour Comicbook - American | All Star Superman                                     | Ganador   |

## Recopilatorios
La serie fue recopilada en tres volúmenes, tanto en tomos de tapa dura como tapa blanda:
- Volume 1 (recopila los números 1 al 6, 160 páginas, tapa dura, DC, enero de 2007, ISBN 1-84576-326-2, tapa blanda, DC, abril de 2007, ISBN 1-4012-0914-9)
- Volume 2 (recopila los números 7 al 12, 160 páginas, tapa dura, DC, febrero de 2009, ISBN 1-4012-1837-7, tapa blanda, Titan Books, septiembre de 2009, ISBN 1-84576-859-0, DC, febrero de 2010, ISBN 1-4012-1860-1)
- Absolute All-Star Superman (recopila los números 1 al 12, 320 páginas, tapa dura, DC, octubre de 2010, ISBN 1-4012-2917-4)

## En otros medios
- All-Star Superman, una película de la serie de películas animadas originales del Universo DC, es una adaptación de la historia de Grant Morrison y Frank Quitely.[22] Fue escrita por Dwayne McDuffie y dirigida por Sam Liu.[23] Las voces fueron de James Denton (Superman), Christina Hendricks (Lois Lane), Anthony LaPaglia (Lex Luthor), Edward Asner (Perry White), Obba Babatundé (Juez), Steven Blum (Atlas), Linda Cardellini (Nasthalthia "Nasty" Luthor), Frances Conroy (Martha Kent), Alexis Denisof (Dr. Leo Quintum), Michael Gough (Parasite), Matthew Gray Gubler (Jimmy Olsen), Finola Hughes (Lilo), Kevin Michael Richardson (Steve Lombard), y Arnold Vosloo (Bar-El).[24][25]
- La película Superman (2025);
  - La película se basa en esta serie de cómics. [26]
  - El director James Gunn encontró la inspiración para la creación del personaje de Lex Luthor[27] en All-Star Superman y en la serie de comics de Lex Luthor: Man of Steel (2005) de Brian Azzarello.[27]
  - El actor Nicholas Hoult se inspiró y eligió trabajar para el papel de Luthor basándose en la representación del cómic.[28]